# La tautología darwinista
La tautología darwinista y otros ensayos es un libro que recopila diversos textos del escritor Fernando Vallejo y cuyo título está tomado del que publicó en 1988 criticando la teoría de la evolución de Charles Darwin. El volumen, que reúne 12 ensayos, fue lanzado en 2002 en Madrid por Taurus, editorial del Grupo Santillana.

## Tesis sugeridas
El autor defiende la profunda unidad de la vida en sus múltiples formas en las que se manifiesta.[cita requerida] Además, polemiza en torno a lo poco que se diferencia lo animado de lo inanimado, que implica, entre otras cosas, que animales y humanos probablemente son máquinas programadas, con lo que el libre albedrío no vendría siendo más que "mera ilusión".[cita requerida]